# Araiocypris batodes
Araiocypris batodes és una espècie de peix cipriniforme de la família dels ciprínids.

## Morfologia
- Els adults poden assolir 3,3 cm de longitud total.[1]

## Hàbitat
És un peix d'aigua dolça i de clima tropical.

## Distribució geogràfica
Es troba a Àsia: el Vietnam.